# ایلیما-لی مک‌فارلین
ایلیما-لی مک‌فارلین (انگلیسی: Ilima-Lei Macfarlane؛ زادهٔ ۲ آوریل ۱۹۹۰) ورزشکار هنرهای رزمی ترکیبی اهل ایالات متحده آمریکا است. وی از سال ۲۰۱۴ میلادی تاکنون مشغول فعالیت بوده‌است.